# 8915 Sawaishujiro
8915 Sawaishujiro eller 1995 YK3 är en asteroid i huvudbältet som upptäcktes den 27 december 1995 av den japanska astronomen Takao Kobayashi vid Ōizumi-observatoriet. Den är uppkallad efter Shujiro Sawai.
Asteroiden har en diameter på ungefär 30 kilometer och den tillhör asteroidgruppen Hilda.